# مارتین اسخالکرس
مارتین اسخالکرس (هلندی: Martin Schalkers؛ زادهٔ ۵ آوریل ۱۹۶۲) دوچرخه‌سوار اهل هلند است.
از باشگاه‌هایی که در آن رکاب زده‌است می‌توان به تیم دوچرخه‌سواری تی‌وی‌ام اشاره کرد.